# Сінехово
Сінехово (пол. Siniechowo) — село в Польщі, у гміні Волін Каменського повіту Західнопоморського воєводства.
Населення — 65 осіб (2011).
У 1975-1998 роках село належало до Щецинського воєводства.

## Демографія
Демографічна структура станом на 31 березня 2011 року:
|          | Загалом | Допрацездатний вік | Працездатний вік | Постпрацездатний вік |
| -------- | ------- | ------------------ | ---------------- | -------------------- |
| Чоловіки | 33      | 6                  | 24               | 3                    |
| Жінки    | 32      | 10                 | 13               | 9                    |
| Разом    | 65      | 16                 | 37               | 12                   |